# S.S.D. Settimo Calcio
Società Sportiva Dilettantistica Settimo Calcio là một câu lạc bộ bóng đá Ý, có trụ sở tại Settimo Torinese, Piedmont.

## Lịch sử
Câu lạc bộ được thành lập vào năm 1912.

### Serie D
Trong mùa 2010-11, từ Serie D nhóm A, nó đã bị rớt xuống Eccellenza Piedmont và Thung lũng Aosta.

## Màu sắc và huy hiệu
Màu sắc của đội là toàn màu tím.